# 283142 Weena
283142 Weena è un asteroide della fascia principale. Scoperto nel 2008, presenta un'orbita caratterizzata da un semiasse maggiore pari a 2,6373238 UA e da un'eccentricità di 0,0423677, inclinata di 21,27058° rispetto all'eclittica.